# Hypogées de Villevenard
Les hypogées de Villevenard sont un ensemble de trois hypogées, situé sur le territoire de la commune dans le département français de la Marne. Les hypogées sont classés monument historique en 1926.
Ils ont été fouillés par Joseph de Baye, Augustin Roland entre autres. Une partie du mobilier est aujourd'hui exposé au Musée du vin de Champagne et d'Archéologie régionale à Épernay et au Musée Saint-Remi de Reims.

## Description

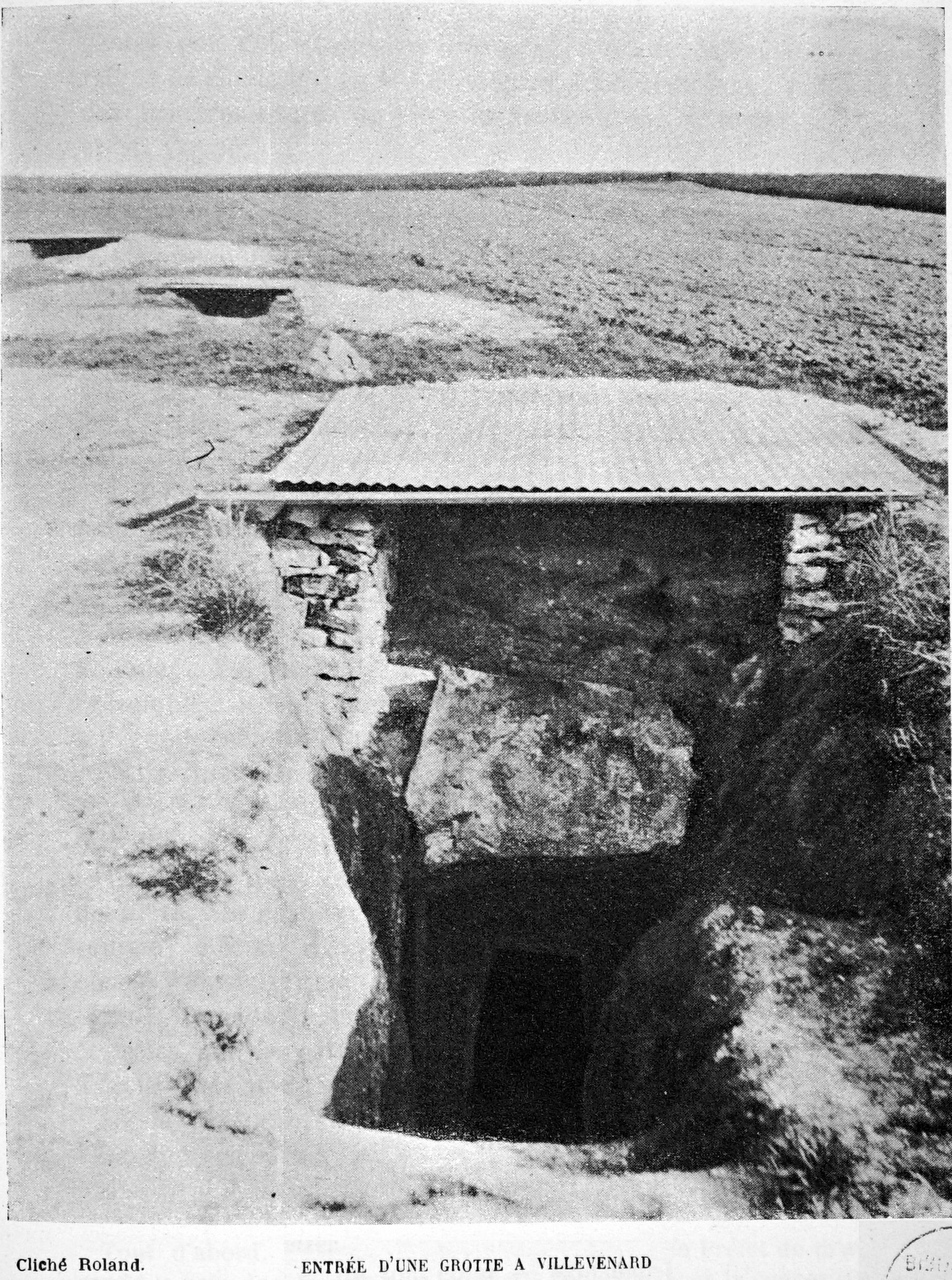
Entrée d'un hypogée.
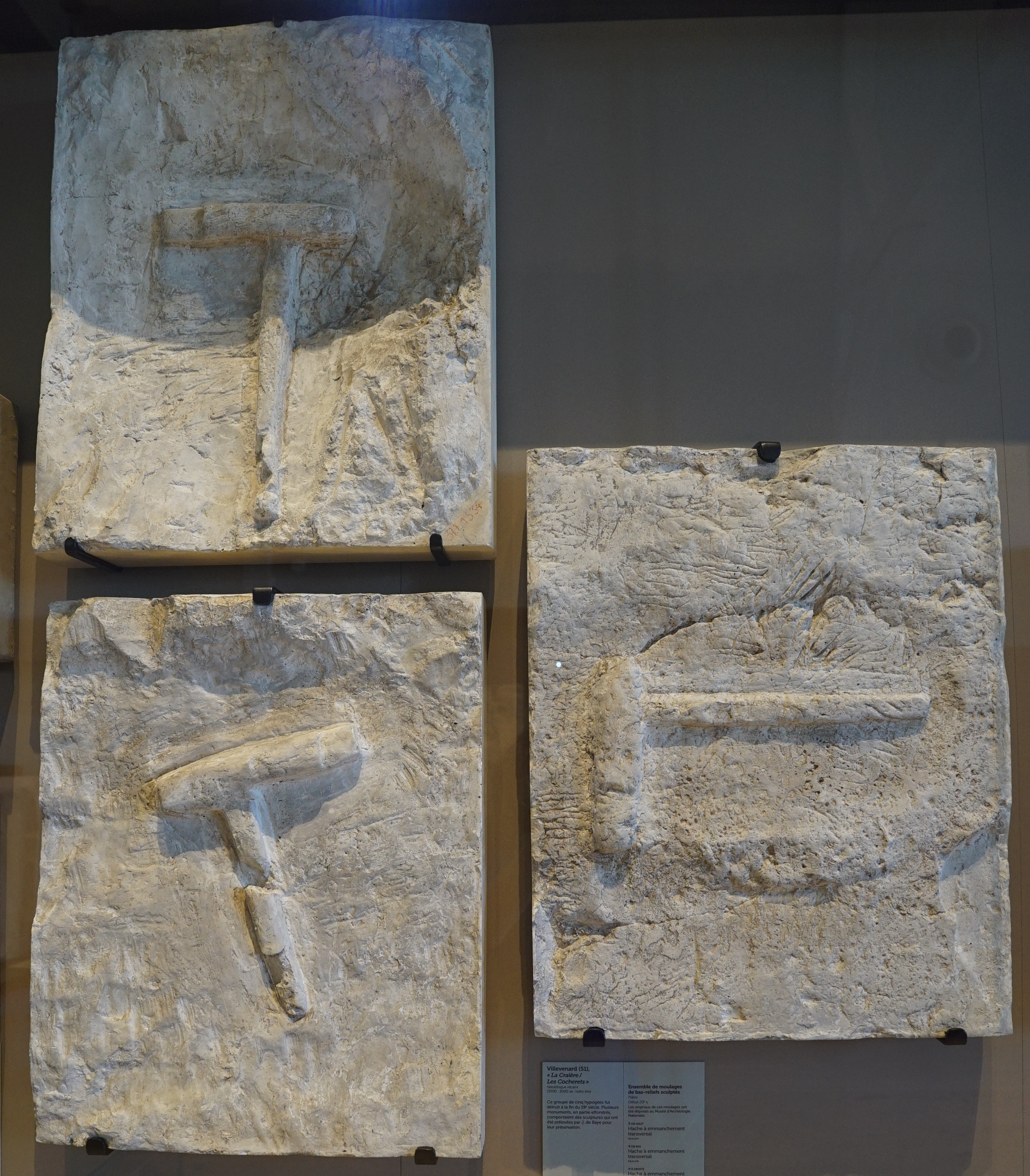
Sculptures exposées à Epernay.
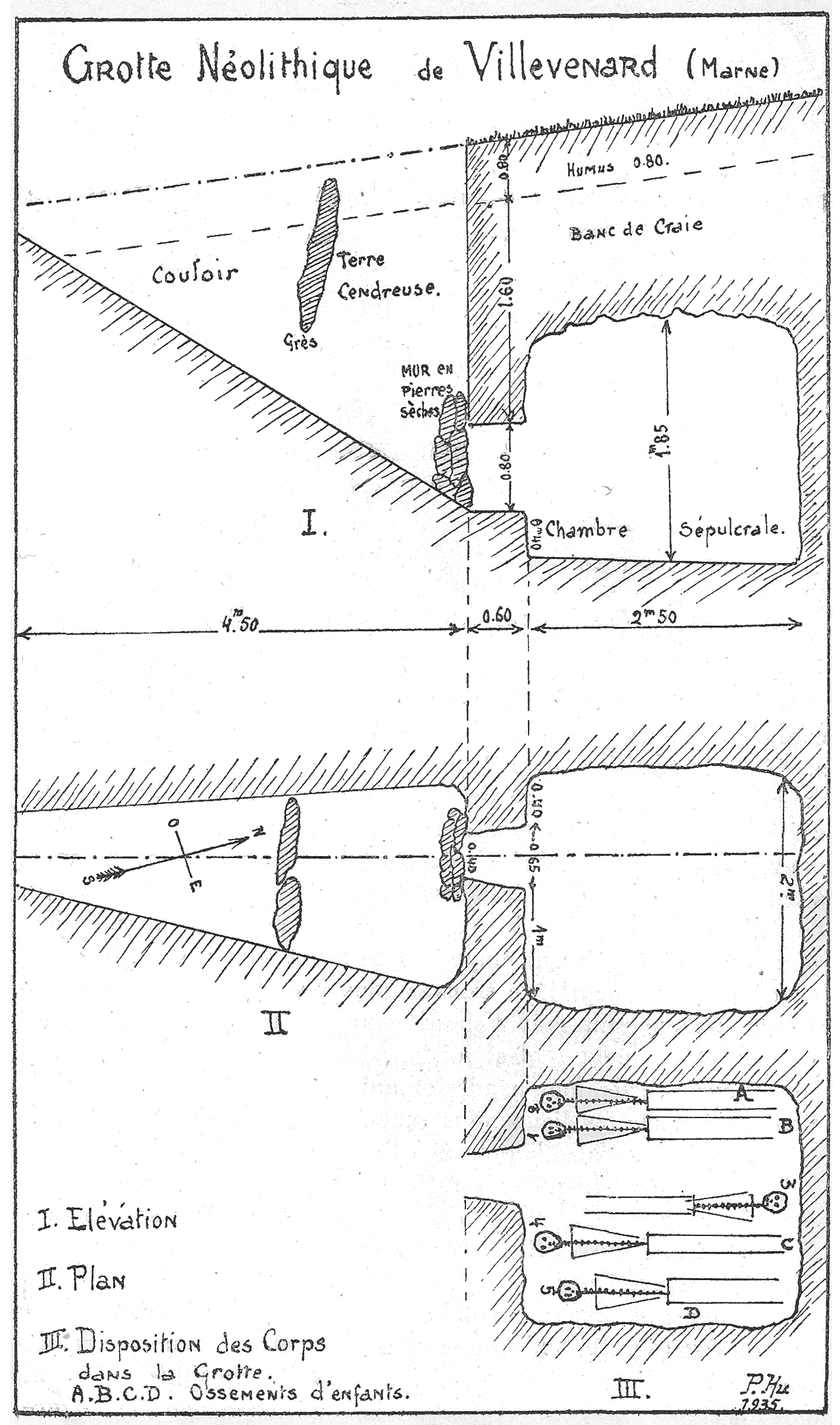
Plan d'un hypogée.
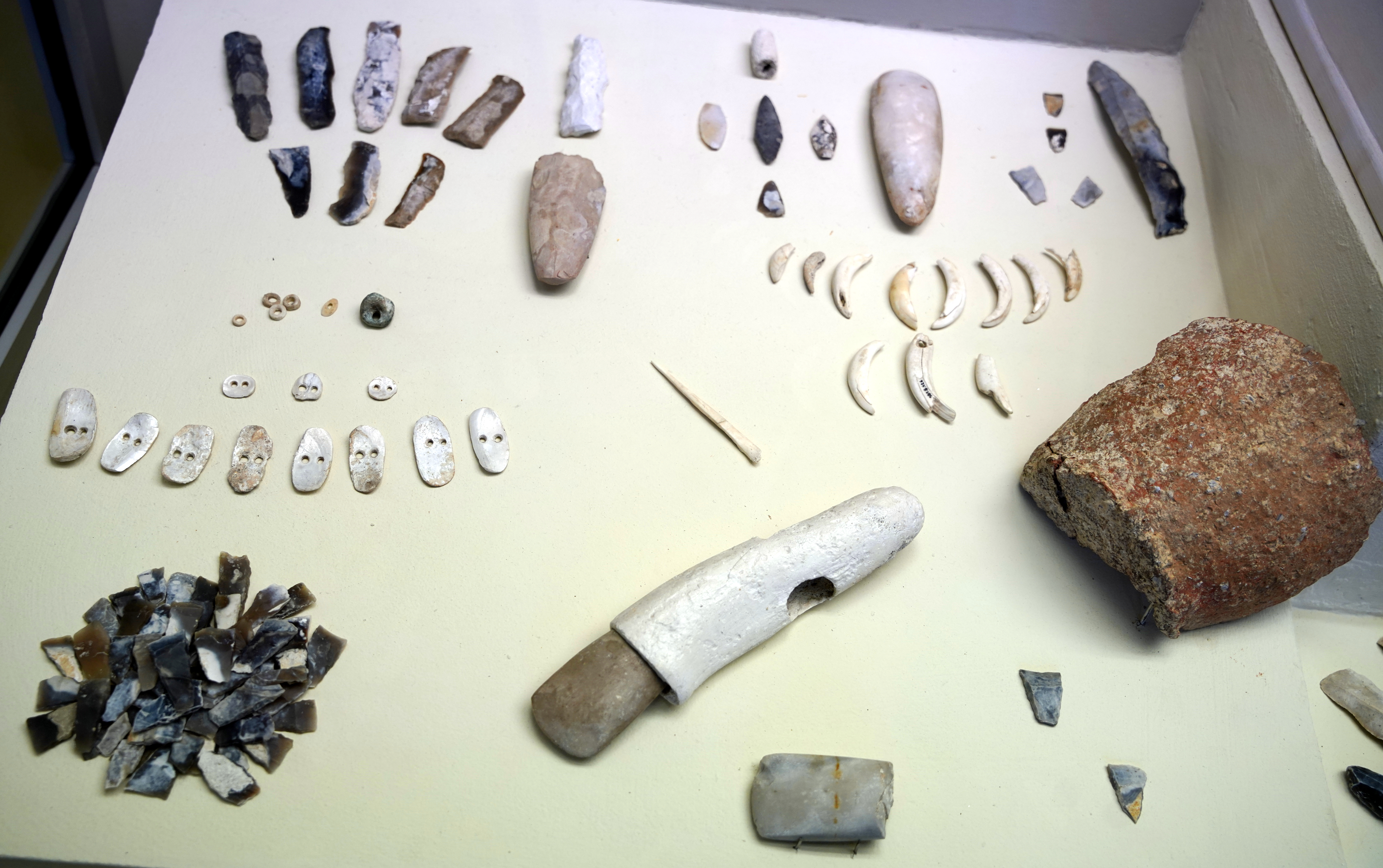
Mobilier archéologique exposé à Reims.
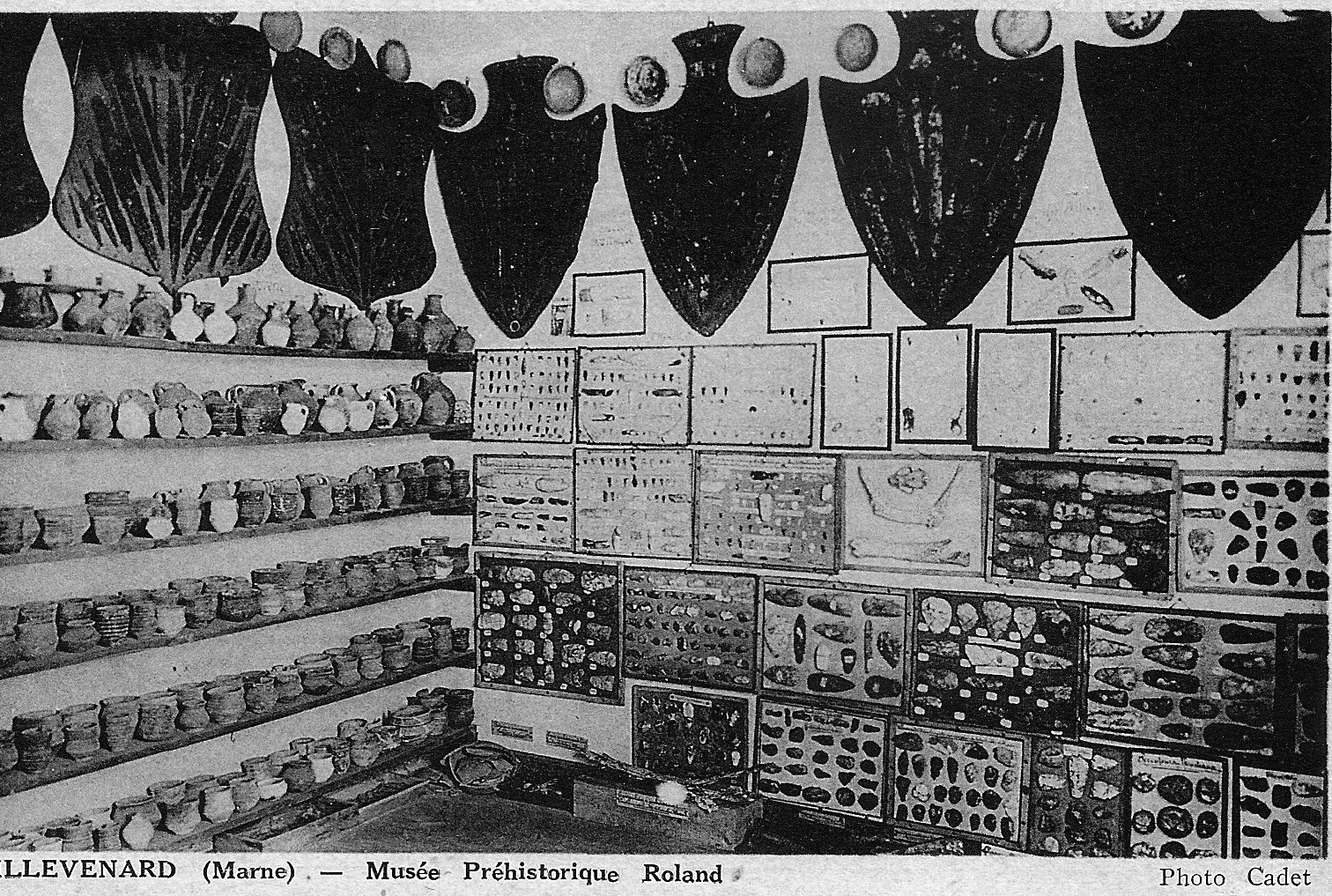
Début XXe siècle, musée à Villevenard.